# Српска народна организација
Српска народна организација је била највећа од четири политичке странке у Земаљском сабору Босне и Херцеговине, који је постојао неколико година у периоду између аустроугарске анексије Босне и Херцеговине и сарајевског атентата. Ова странка је основана на митровданској народној скупштини која се одржавала од 7. до 11. новембра 1907. y Сарајеву.

## Програм
На оснивачкој митровданској скупштини учествовали су сви српски прваци у БиХ, а том приликом донесена је „Сарајевска резолуција" на основу које се нова странка афирмисала y јавности. Основна начела Српске народне организације била су:
- сваки народ има право самоопредељења, a народна воља има се сматрати y држави као извор власти,
- циљ државе је заштита националних, економских и културних интереса својих држављана, a основица правне државе јесте једнакоправност свих грађана пред законом,
- вјерска разлика ништа не смета заједници народних интереса,
- Босна и Херцеговина саставни су дио Турске царевине, којом Аустроугарска управља на основу мандата који је добила од европских сила,
- што се државног уређења тиче, организација тражи потпуну аутономију Босне и Херцеговине, a вршење законодавне власти да се изведе преко народног представништва, изабраног општим, директним, једнаким и тајним правом гласа,
- службени језик y Босни и Херцеговини, као српским земљама, има да буде српски.[1]

## Историјат
На изборима за Земаљски сабор Босне и Херцеговине 1910. Српска народна организација је освојила све мандате који су припадали православном становништву (31) и тако постала највећа странка у БиХ. Први период дјеловања у скупштини обиљежили су сложни наступи и добри односи Муслиманском народном организацијом, која је била друга странка по броју посланика и која је на изборима освојила све мандате муслиманског становништва. Касније, за вријеме саборског рада дошло је до формирања неколико група посланика Српске народне организације. Те групе су постале познате по називима својих часописа: „Отаџбина", „Народ", „Српска ријеч" и „Истина". Лидер групе окупљене око Отаџбине био је Петар Кочић, око Народа Васиљ Грђић, Урош Круљ и Никола Стојановић, око Српске ријечи Глигорије Јефтановић, а на челу групе која је окупљена око часописа Истина био је Данило Димовић. Фракције Отаџбине и Народа су сматране револуционарним, умјереном је сматрана фракција Српске ријечи, док је фракција Истине водила политику лојалности аустроугарским властима, због чега је сматрана опортунистичком.